# Маяк (комплекс)
Вижте пояснителната страница за други значения на маяк.
„Маяк“ е комплекс в Русия, в който се складират ядрените отпадъци на цяла Западна Европа. Това е най-големият ядрен комплекс в света.
Потенциални износители са Япония, Южна Корея, Тайван, България, Унгария, Швейцария, Германия и Испания.

## Географско положение
Разположен е на източния (азиатски) склон, в южната част на планината Урал, на 1400 километра от Москва, в близост до границата с Казахстан.
Намира се край град Озьорск (на руски: Озёрск) – закрит град с население 91 хиляди души в Челябинска област.

## Исторически данни
Между 1948 и 1956 г. ядрените отпадъци от електроцентралата в „Маяк“ се изхвърлят направо в река Теча. Ядрени отпадъци са изсипвани и в езерата на Западен Сибир. Такова езеро с отпадъци изсъхва по време на горещо лято и буря разнася радиоактивен прах върху голяма площ около езерото. През 1957 година избухва охладител в централата в Маяк и в атмосферата попадат радиоактивни вещества, повече от половината на тези от бедствието в Чернобил 30 години по-късно.
През 2001 г. руското правителство отменя закон, прекратяващ вноса на ядрени отпадъци. Планира се там да бъдат закарани 20 000 тона радиоактивни отпадъци.
Населението край комплекса „Маяк“ е пряко потърпевшо от изхвърлянето там на радиоактивния боклук.